# 東方 (列車)
東方号（とうほうごう 中国語: 东方号）または、D313/314次列車（中国語: D313/314次列车）とは、中華人民共和国北京市と上海市を結ぶ、中国鉄路総公司上海鉄路局が運行する優等列車である。

## 概要
1949年11月15日に運行を開始し、上海鉄路局上海客運段所属の乗務員が乗務する。運行開始以来、何度も列車番号が変更されており、現行のD313/314次は2009年4月1日から使用されている。そのうち北京発上海行きがD313次（下り）、上海発北京行きはD314次（上り）が使用されている。東方号は中国でも最優秀の旅客列車のひとつと位置づけられており、1978年に中国鉄道部から「紅旗列車」の称号を授与されて以来、電車化される2009年まで30年連続で「紅旗列車」の称号を保持していた。また、1995年以来13年連続で「青年文明号」の称号も保持していた。

## 歴史
1949年7月1日、12年の中断期間を経て北平（北京）と上海を結ぶ旅客列車の運行が再開された。同年8月には上海鉄路局が設立され、11月15日には北京と上海を直通する旅客列車の運行が再開された。直通列車は11/12次直快旅客列車とされ、列車の運行時間は36時間であった。経路は京山線、津浦線、滬寧線であったが、当時は南京長江大橋が未開通であったため、下関と浦口の間は鉄道連絡船を介して長江を越えていた。1956年には列車番号が5/6次に改められ、運行時間は28時間に短縮された。
1959年夏より、列車番号が13/14次に改められ、運行時間は約24時間に短縮された。1968年10月1日に南京長江大橋が完成し、運行時間が更に短縮された。1978年10月14日、13/14次旅客列車は中国鉄道部から「紅旗列車」の称号を授与され、中国で最初に紅旗列車の称号を授与された列車のひとつとなった。その後も数十年に亘り、毛沢東、周恩来、鄧小平、江沢民等の歴代国家指導者が13/14次旅客列車を利用した。
1980年7月15日、13/14次列車は中国の長距離列車で最初に空調装置が採用された。この時使用された22系空調客車は伝統的な緑色ではなく、栗色とクリーム色を配した特殊塗装とされた。1985年4月1日、13/14次列車のスピードアップが行われ、途中停車駅が天津西駅、済南駅、蚌埠駅の3駅のみとなり、北京～上海間の運行時間が約17時間に短縮された。1986年、13/14次列車の牽引機が周恩来号機関車（東風4B型ディーゼル機関車2106号および東風11型ディーゼル機関車1898号）となった。周恩来号機関車による牽引は、その後2004年に東風11G型ディーゼル機関車に置き換えられるまで、20年近く続いた。1992年4月1日、13/14次列車は25A系客車に置き換えられたが、その後すぐに25G系客車に置き換えられた。
1997年4月1日、第一次大提速（ダイヤ改正）が行われた際、列車番号がK13/14次に改められ、天津西駅は通過となった。2000年10月21日には第三次大提速が行われ、列車番号はT13/14次に改められ、運行時間が14時間に短縮されたため、上り下りとも夕方発朝着が実現した。

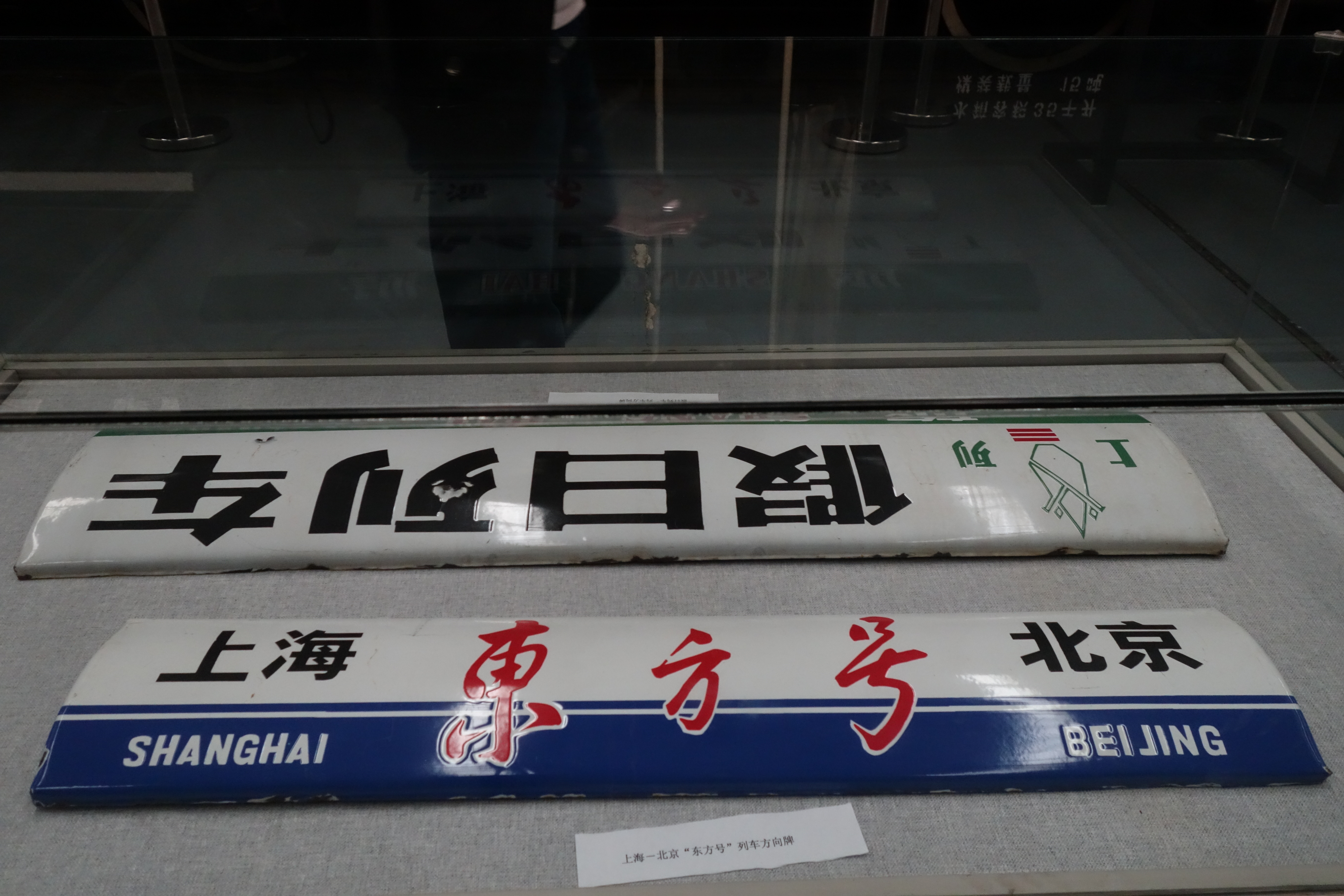
中国鉄道博物館に収蔵されている「東方号」列車の行先標

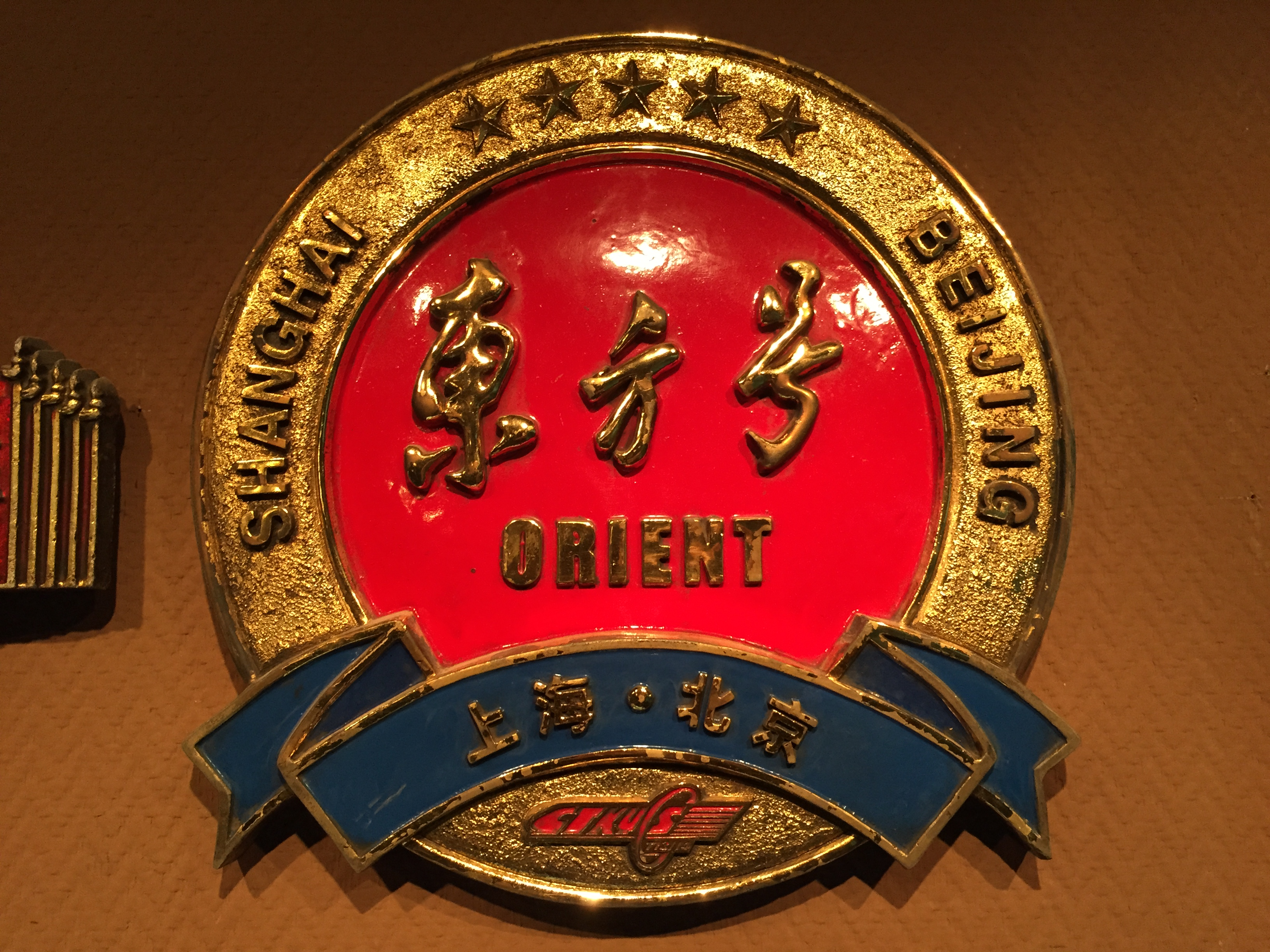
上海鉄路博物館に収蔵されている「東方号」のヘッドマーク

2001年11月14日、当時の中国共産党中央委員会総書記で国家主席である江沢民がT13/14次列車を視察した。この時T13/14次列車は「東方号」と命名され、2002年4月30日には、江沢民が揮毫した「東方号」のヘッドマークが掛けられた。
2004年4月18日、中国鉄道部は第五次大提速を行い、T13/14次特快列車はZ13/14次直達特快列車に格上げされ、鄭州鉄路局武昌車輛段から転属してきた青島四方ボンバルディア鉄道運輸設備製の25T系客車に置き換えられた。この時の改正で東方号の途中停車駅はすべて通過となり、北京～上海間の運行時間は11時間58分に短縮された。従来使用されていた25K系客車は柳州鉄路局へ転配となり、深圳～桂林間のK950/951・K952/949次列車で使用された後、2011年からは上海南～桂林間のT77/78次列車で使用されている。2007年4月18日、第六次大提速の後北京～上海間の運行時間は11時間28分に短縮された。
2009年4月1日、東方号はCRH2E型電車に置き換えられ、列車番号もD313/314次に改められ、北京～上海間の運行時間は10時間12分に短縮された。従来使用されていた25T系客車は瀋陽北～広州東間のZ12/13・Z14/11次列車で2014年12月10日まで使用された後、2015年5月20日に北京鉄路局天津車輛段へ転属となり、北京西～長沙間のZ206/207・Z208/205次列車で使用されている。
2009年11月5日、東方号の車輛はCRH1E型電車に置き換えられた。同年12月25日には京滬高速鉄道の北京南駅近辺が開通したため、翌2010年1月19日から、東方号を含む5往復の北京～上海間夜行高速列車の始発駅が北京駅から北京南駅に変更された。
2010年8月11日より、東方号を含む5往復の北京～上海間夜行高速列車は滬寧都市間鉄道経由に変更され、上海側の起終点が上海虹橋駅に変更された。この時、無錫、常州、鎮江の3駅が停車駅に加えられたものの、東方号の運行時間は15分短縮され、北京～上海間の運行時間は9時間54分となった。
2011年6月30日、京滬高速鉄道が正式に運行を開始した。それに伴う車輛不足を補うため、東方号を含む北京～上海間で運行されていた寝台電車はすべて運休となった。その後8月には、京滬高速鉄道で使用されているCRH380B型電車のリコール問題が発生し、車輛不足が続いたため運休期間が長引くこととなった
2011年9月1日、東方号は運行を再開した。減速ダイヤ改正の影響で北京～上海間の運行時間は伸びたが、相応の値下げも行われた。同時に東方号の上海側始発駅が上海駅に戻された。2012年7月1日のダイヤ改正では、東方号の発車時間が変更された。
2015年の春運期間中、車輛不足が原因で東方号は運休となった。同年3月20日、CRH1E型電車とCRH2E型電車の配置が調整された。東方号には引き続きCRH1E型電車が使用されたが、CRH1E型電車の大多数は上海～広州・深圳間の寝台電車に充当され、車輛不足が続いた。そのため、東方号に運行日数を減らし、北京南発上海行きは毎週水曜と木曜、上海発北京南行きは毎週火曜と水曜の週2往復の運行となり、繁忙期は運休となった。なお、北京～上海間の寝台電車には東方号以外にもD321/322次列車があり、D321/322次列車は毎日運行されている。
2015年9月25日から10月7日の間には、北京～上海間で東方号のダイヤを利用したZ4013/4014次臨時列車が運行された。

### 使用車輛の変遷
| 列車番号 | 年代                           | 使用車輛            | 所要時間   | 備考                                                |
| -------- | ------------------------------ | ------------------- | ---------- | --------------------------------------------------- |
| 13/14    | 1959年－ 1980年7月14日         | 22系客車            | 約24時間   | 非空調                                              |
| 13/14    | 1980年7月15日－ 1986年         | 22系客車            | 約17時間   | 分散電源方式空調あり                                |
| 13/14    | 1986年-1987年                  | 22系客車 24系客車   | 約17時間   | 長春軌道客車製空調あり 東ドイツ製空調あり           |
| 13/14    | 1987年-1992年                  | 22系客車            | 約17時間   | 青島四方機車車輛製 電源集中方式空調あり             |
| 13/14    | 1992年                         | 25A系客車           | 約17時間   |                                                     |
| 13/14    | 1992年－ 1997年3月30日         | 25G系客車           | 約17時間   |                                                     |
| K13/14   | 1997年4月1日－ 2000年10月20日  | 25K系客車           | 約17時間   |                                                     |
| T13/14   | 2000年10月21日－ 2004年4月17日 | 25K系客車           | 14時間     |                                                     |
| Z13/14   | 2004年4月18日－ 2009年3月30日  | 25T系客車 19K系客車 | 11時間58分 | 8輛軟臥+1輛高級軟臥+1輛食堂車+9輛軟臥               |
| D313/314 | 2009年4月1日－ 2009年11月4日   | CRH2E型電車         | 10時間12分 | 1輛2等座席車+6輛軟臥+1輛食堂車+7輛軟臥+1輛2等座席車 |
| D313/314 | 2009年11月5日－ 2011年6月30日  | CRH1E型電車         | 9時間54分  |                                                     |
| D313/314 | 2011年7月1日－ 2011年8月31日   | 運休                |            |                                                     |
| D313/314 | 2011年9月1日以降               | CRH1E型電車         | 9時間54分  | 週2回運行                                           |

## 列車編成
2014年12月10日現在。東方号は上海鉄路局上海動車段所属のCRH2E型電車で運行されている。北京南～上海間の切符の値段は、2等座席車が309元、軟臥車（1等寝台車）上段が615元、下段が696元である。
| 号車番号   | 1            | 2-7                     | 8         | 9-15                    | 16           |
| 車輛の種類 | ZE 2等座席車 | RW 軟臥車 （1等寝台車） | CA 食堂車 | RW 軟臥車 （1等寝台車） | ZE 2等座席車 |

## 時刻表
- 2014年12月31日現在。

| D313次 （上海行き） | D313次 （上海行き） | D313次 （上海行き） | D313次 （上海行き） | 停車駅 | D314次 （北京行き） | D314次 （北京行き） | D314次 （北京行き） | D314次 （北京行き） |
| 走行距離            | 日数                | 到着時間            | 出発時間            | 停車駅 | 到着時間            | 出発時間            | 日数                | 走行距離            |
| ------------------- | ------------------- | ------------------- | ------------------- | ------ | ------------------- | ------------------- | ------------------- | ------------------- |
| 0                   | 1                   | —                   | 19:34               | 北京南 | 08:56               | —                   | 2                   | 1454                |
| 1153                | 2                   | 04:49               | 04:54               | 南京   | 23:38               | 23:42               | 1                   | 301                 |
| 1289                | 2                   | 05:58               | 06:00               | 常州   | ↑                   | ↑                   | 1                   | 165                 |
| 1370                | 2                   | ↓                   | ↓                   | 蘇州   | 21:54               | 21:57               | 1                   | 84                  |
| 1454                | 2                   | 07:27               | —                   | 上海   | —                   | 21:11               | 1                   | 0                   |

## 脚註
1. 1 2 3 4  『2013.07 全国铁路旅客列车时刻表』 p26, p152
2. ↑  “东方号：上海至北京的Z13／14次列车” (簡体字中国語). 火车票网. (2004年12月8日) 2015年11月20日閲覧。{{cite news}}:  CS1メンテナンス: 認識できない言語 (カテゴリ)
3. ↑  “一位“老东方号”的春运往事” (簡体字中国語). 解放日报. (2015年3月9日) 2015年11月20日閲覧。{{cite news}}:  CS1メンテナンス: 認識できない言語 (カテゴリ)
4. ↑  ““东方号”、“新世纪号”列车争创服务品牌纪事” (簡体字中国語).  光明日报 (2002年10月28日). 2015年11月20日閲覧。
5. ↑  “13/14次京沪列车一朝挥别历史 “东方号”，最后的夕阳红” (簡体字中国語).  生活周報 (2009年4月16日). 2015年2月11日時点のオリジナルよりアーカイブ。2015年11月20日閲覧。
6. ↑  “先睹京沪直达列车 车美 人美 餐美” (簡体字中国語). 上海: 解放日報. (2004年4月16日) 2016年4月4日閲覧。{{cite news}}:  CS1メンテナンス: 認識できない言語 (カテゴリ)
7. ↑  “京沪动车今起改走沪宁高铁线 全程缩短20分钟” (簡体字中国語).  京华时报 (2010年8月11日). 2015年11月20日閲覧。
8. ↑  “沪宁高铁7月1日降速降价 京沪动卧6月30日停运” (簡体字中国語).  新华网 (2011年6月27日). 2015年11月20日閲覧。
9. ↑  阿部、岡田 p29
10. ↑  “铁路7月1日起实施新列车运行图 京沪动卧下月调整发车时间” (簡体字中国語).  东方网 (2011年6月27日). 2015年11月20日閲覧。
11. ↑  “临客车票明起开售啦！” (簡体字中国語). 燕赵都市报. (2015年1月15日).  オリジナルの2015年4月2日時点におけるアーカイブ。 2015年11月20日閲覧。{{cite news}}:  CS1メンテナンス: 認識できない言語 (カテゴリ)
12. ↑  “北京铁路局国庆假期增开至上海等方向列车” (簡体字中国語). 新华网. (2015年8月26日) 2015年11月20日閲覧。{{cite news}}:  CS1メンテナンス: 認識できない言語 (カテゴリ)